# Vuurwantsen
Vuurwantsen (Pyrrhocoridae) zijn een familie van insecten uit de orde Hemiptera en de onderorde wantsen (Heteroptera). Er zijn ongeveer 300 soorten die een wereldwijde verspreiding hebben en meestal gekenmerkt worden door een felle rode kleur, waaraan de naam te danken is. De bekendste soort die in België en Nederland voorkomt is de vuurwants (Pyrrhocoris apterus).

## Taxonomie
Wereldwijd zijn er in de familie van de vuurwantsen de volgende geslachten: 
- Aderrhis Bergroth, 1906
- Antilochus Stål, 1863
- Armatillus Distant, 1908
- Australodindymus Stehlík & Jindra, 2012
- Brancucciana Ahmad & Zaidi, 1986
- Callibaphus Stål, 1868
- Cenaeus Stål, 1861
- Dermatinus Stål, 1853
- Dindymus Stål, 1861
- Dynamenais Kirkaldy, 1905
- Dysdercus Guérin-Méneville, 1831
- Ectatops Amyot & Audinet-Serville, 1843
- Euscopus Stål, 1870
- Gromierus Villiers, 1951
- Guentheriana Stehlík, 2006
- Heissianus Stehlík, 2006
- Melamphaus Stål, 1868
- Mesopyrrhocoris Hong & Wang, 1990
- Myrmoplasta Gerstäcker, 1892
- Neodindymus Stehlik, 1965
- Neoindra Stehlik, 1965
- Paraectatops Stehlík, 1965
- Probergrothius Kirkaldy, 1904
- Pyrrhocoris Fallén, 1814
- Pyrrhopeplus Stål, 1870
- Roscius Stål, 1866
- Scantius Stål, 1866
- Schmitziana Stehlik, 1977
- Siango Blöte, 1933
- Sicnatus Villiers & Dekeyser, 1951
- Silasuwe Stehlík, 2006
- Stictaulax Stål, 1870
- Syncrotus Bergroth, 1895